# إيلونا
إيلونا (بالإسبانية: Ilona)‏ هي مغنية كولومبية، ولدت في 24 يناير 1985 في بوغوتا في كولومبيا.

## وصلات خارجية
- الموقع الرسمي
- إيلونا على موقع ميوزك برينز (الإنجليزية)